# Liste der Friedhöfe in Radebeul
Die Liste der Friedhöfe in Radebeul gibt eine Übersicht über Friedhöfe und ehemalige Begräbnisstätten in der sächsischen Stadt Radebeul. Die heutigen Friedhöfe stehen unter Denkmalschutz.

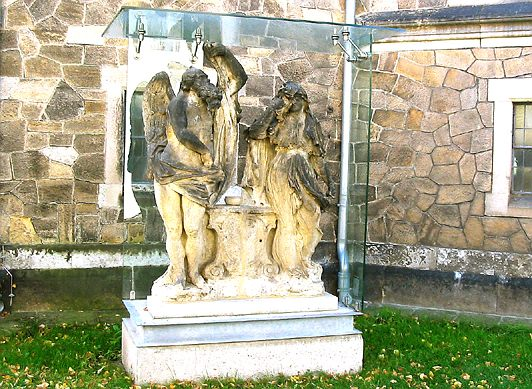
Denkmal Chronos und die Trauernde auf dem Kirchhof der Friedenskirche

## Legende
Die in der Tabelle verwendeten Spalten listen die im Folgenden erläuterten Informationen auf:
- Name, Bezeichnung: Bezeichnung des einzelnen Objekts.
- Adresse, Koordinaten: Heutige Straßenadresse, Lagekoordinaten.

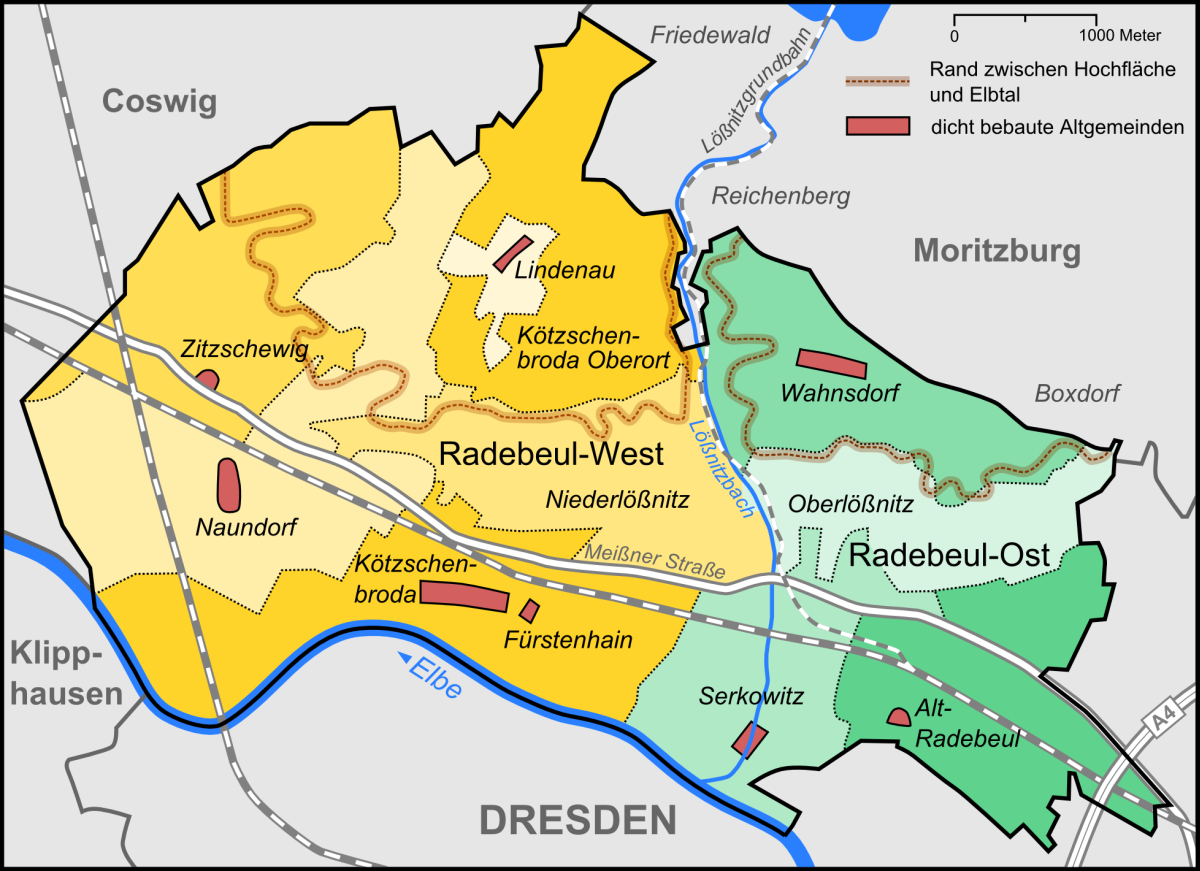
Übersicht über die Lage der Radebeuler Stadtteile mit Verlauf der Trasse der Lößnitzgrundbahn

- Stadtteil: Heutiger Radebeuler Stadtteil, so wie in der hiesigen Karte dargestellt.
  - FUE: Fürstenhain
  - KOE: Kötzschenbroda
  - KOO: Kötzschenbroda-Oberort
  - LIN: Lindenau
  - NAU: Naundorf
  - NDL: Niederlößnitz
  - OBL: Oberlößnitz
  - RAD: Alt-Radebeul
  - SER: Serkowitz
  - WAH: Wahnsdorf
  - ZIT: Zitzschewig
- Datum: Besondere Baujahre, so weit bekannt oder ableitbar, teilweise auch Datum der Ersterwähnung der Liegenschaft.
- Art des Kulturdenkmals, Bemerkung: Nähere Erläuterung über den Denkmalstatus, Umfang der Liegenschaft und ihre Besonderheiten. Auch Baumeister, Architekten und weitere Kunstschaffende.
 Kürzelverzeichnis:[1]
  - ED: Das Objekt ist ein Einzeldenkmal.
  - SG: Das Objekt ist (Teil) eine(r) denkmalpflegerische(n) Sachgesamtheit.
  - WLG: Das Objekt ist ein Werk der Landschafts- und Gartengestaltung.
  - DNA: Das Objekt ist eine denkmalpflegerische Nebenanlage.
- Bild: Foto des Hauptobjekts.

## Heutige Friedhöfe
| Name, Bezeichnung                                                       | Adresse, Koordinaten                                      | Stadtteil | Datum                           | Art des Kulturdenkmals, Bemerkung | Bild           |
| ----------------------------------------------------------------------- | --------------------------------------------------------- | --------- | ------------------------------- | --- | -------------- |
| Kirchhof der Kirche zu Kötzschenbroda, heute Friedenskirche zu Radebeul | Altkötzschenbroda 40 (Lage)                               | KOE       | 1273 Ersterwähnung              | ED DNA. Evangelische Pfarrkirche mit Kirchhof, Einfriedung und Grabmal von Richard Steche. Der Kirchhof der 1273 ersterwähnten Kirche zu Kötzschenbroda war ursprünglich alleiniger Begräbnisort der Parochie Kötzschenbroda. Er wurde 1723 letztmals erweitert und 1884/85 mit dem Umbau der Kirche offiziell geschlossen. Als außergewöhnliche Ausnahme fand 1893 dort das Begräbnis des Kunsthistorikers Richard Steche statt. | Weitere Bilder |
| Gottesacker, Diakonissen-Friedhof, Alter Friedhof                       | Am Gottesacker (33), (Kötzschenbrodaer Straße 166) (Lage) | KOE       | 1602                            | ED SG WLG. Alter Friedhof mit Diakonissengräbern. Der vor 1566 als Pestfriedhof angelegte zweite Friedhof auf Kötzschenbrodaer Flur blieb auch später in Benutzung. Er wurde 1602 erstmals urkundlich als Gottesacker der Parochie erwähnt und war ab dem Ende des 17. Jahrhunderts ihr Hauptbegräbnisort. Nach der Einweihung des Neuen Friedhofs (heute Hauptfriedhof Radebeul-West) diente der Alte Friedhof noch als Begräbnisort der Niederlößnitzer Diakonissenanstalt Bethesda. Obwohl der Friedhof 1911 geschlossen werden sollte, ist er bis heute in Benutzung.                      | Weitere Bilder |
| Friedhof Naundorf-Zitzschewig, Johannesfriedhof                         | Kapellenweg 14 (Lage)                                     | NAU       | 1907/08                         | ED SG. Friedhof mit Einfriedungsmauer und evangelischer Kapelle der Friedenskirchgemeinde für Naundorf und Zitzschewig. Baumeister: Woldemar Kandler (Entwurf), Gebrüder Große (Bau) | Weitere Bilder |
| Neuer Friedhof, Friedhof Radebeul-West, Hauptfriedhof Kötzschenbroda    | Kötzschenbrodaer Straße 166, Am Gottesacker (33) (Lage)   | KOE       | 1873 (Friedhof), 1913 (Kapelle) | ED SG WLG. Friedhof mit Kapelle, Kapellenanbau, Grabanlagen und Einfriedungsmauer. Der östlich des Alten Friedhofs gelegene Neue Friedhof wurde errichtet, da Erweiterungen der alten Begräbnisstätte nicht mehr möglich waren. Baumeister: Gebrüder Kießling (Kapelle) | Weitere Bilder |
| Friedhof Radebeul-Ost, Hauptfriedhof Radebeul, Lutherfriedhof           | Serkowitzer Straße 33 (Lage)                              | RAD       | 1890/91, 1920, 1928/29          | ED SG WLG. Friedhof mit alter und neuer Feierhalle und Einfriedungsmauer, mit Grufthaus Karl Mays (1903), Jugendstilgruft, Grabmal Doerstling und Beckert sowie weiteren Grabanlagen, alte Feier-Halle um 1890, neue Feierhalle 1928/29. Die Ende des 19. Jahrhunderts neu geschaffene Parochie Radebeul erhielt zeitgleich mit dem Bau der Kirche zu Radebeul auch einen eigenen Friedhof. Bis dahin war der Friedhof der nahegelegenen Kaditzer Kirche der zugehörige Begräbnisort. Architekten: Schilling & Graebner (incl. Kapelle), Emil Högg (Erweiterung), Max Czopka (Neue Feierhalle) | Weitere Bilder |

## Ehemalige Pestfriedhöfe
| Name, Bezeichnung                                                                  | Adresse, Koordinaten                         | Stadtteil | Datum    | Bemerkung | Bild           |
| ---------------------------------------------------------------------------------- | -------------------------------------------- | --------- | -------- | --- | -------------- |
| Pestfriedhof von Kötzschenbroda, Gottesacker, Diakonissen-Friedhof, Alter Friedhof | Am Gottesacker (33) (Lage)                   | KOE       | vor 1566 | ED SG WLG. Alter Friedhof mit Diakonissengräbern. Der vor 1566 als Pestfriedhof angelegte zweite Friedhof auf Kötzschenbrodaer Flur blieb auch später in Benutzung. Während des Dreißigjährigen Kriegs erfolgten mehrere Pestausbrüche, so 1637 und 1640. Ob die Ausbrüche im Dresdner Raum von 1626 und 1632/33 auch die Lößnitz erreichten, ist mangels Unterlagen nicht bekannt. Bei der großen Pestepidemie von 1680 waren 279 Tote (von um die 700 Einwohner) zu beklagen. Obwohl der Friedhof 1911 geschlossen werden sollte, ist er bis heute in Benutzung. | Weitere Bilder |
| Pestfriedhof von Zitzschewig                                                       | hinter Gerhart-Hauptmann-Straße 17 (Lage)    | ZIT       | um 1637  | Der Pestfriedhof lag am östlichen Rand der Lachenstücke. Allein 1637 wurden dort 40 Pesttote begraben, die letzte Beerdigung war 1813 die eines am Lazarettfieber verstorbenen französischen Soldaten. |                |
| Pestfriedhof von Naundorf, Gottesackerstück                                        | zwischen Großstückenweg und Horkenweg (Lage) | NAU       | um 1637  | Der Pestfriedhof trug im ältesten Flurbuch (von 1801) die Bezeichnung Gottesackerstück, die letzte Bestattung fand dort 1689 statt. Bei Erdarbeiten 1926 wurden einige der Gräber angeschnitten. |                |
| Pestfriedhof von Lindenau                                                          | Steinbergweg                                 | LIN       | um 1680  | Bei der großen Pestepidemie im Kirchspiel Kötzschenbroda war auch erstmals Lindenau mit 19 Pestopfern betroffen. Bei Erdarbeiten wurde der Pestfriedhof auf einem Grundstück gegenüber von Mieth’s Weinstuben (Altlindenau 35) wiederentdeckt. |                |

## Gräberfelder
| Name, Bezeichnung | Adresse, Koordinaten             | Stadtteil | Datum                      | Bemerkung | Bild |
| ----------------- | -------------------------------- | --------- | -------------------------- | --- | --- |
| Brandgräberfeld   | Weststraße                       | SER       | 1800 v. Chr.– 1600 v. Chr. | Das 1935 entdeckte Brandgräberfeld der Frühen Bronzezeit nahe der ehemaligen Eisoldschen Sandgrube enthielt zahlreiche Grabbeigaben. | |
| Urnenfeld         | Wasastraße / Straße des Friedens | SER       | 1600 v. Chr.– 1200 v. Chr. | Urnenfeld der Mittleren Bronzezeit (Lausitzer Typ)                                                                                   | Depotfund mit Armringschmuck der Lausitzer Kultur aus Radebeul-Serkowitz, 1300–1200 v. Chr.; Staatliches Museum für Archäologie Chemnitz |
| Urnenfeld         |                                  | NAU       | 1200 v. Chr.– 800 v. Chr.  | Urnenfeld der Späten Bronzezeit | |
| Urnenfeld         |                                  | KOE       | 1200 v. Chr.– 800 v. Chr.  | Urnenfeld der Späten Bronzezeit | |
| Skelettgräberfeld | Fabrikstraße / Kötitzer Straße   | KOE       | 600–1100                   | Das Gräberfeld der slawischen Besiedlung wurde 1925 erstmals angeschnitten, die Grabbeigaben zeigen frühe christliche Einflüsse.     | |